# ترحم‌آباد
ترحم‌آباد یک روستا در ایران است که در شهرستان مشگین‌شهر استان اردبیل واقع شده‌است.

## جمعیت
این روستا در دهستان ارشق مرکزی قرار دارد و براساس سرشماری مرکز آمار ایران در سال ۱۳۸۵، جمعیت آن ۲۶ نفر (۸ خانوار) بوده‌است.